# Shotton-Schneefeld
Das Shotton-Schneefeld ist ein großes Schneefeld in der Shackleton Range im ostantarktischen Coatsland. Es liegt zwischen den Herbert Mountains und dem Pioneers Escarpment im Norden sowie den Read Mountains im Süden.
Die United States Navy fertige 1967 erste Luftaufnahmen an. Von 1968 bis 1971 nahm der British Antarctic Survey eine geodätische Vermessung des Gebiets vor. Das UK Antarctic Place-Names Committee benannte es 1971 nach dem britischen Geologen Frederick William Shotton (1906–1990), Koryphäe der Quartärgeologie und Dozent an der University of Birmingham von 1949 bis 1947.